# Baronia de Biosca
La Baronia de Biosca fou una jurisdicció feudal que comprenia la vila de Biosca (Solsonès), centrada en el castell de Biosca, pertanyia, aquest, inicialment al terme del castell de Llor. L'any 1093 el castell apareix en un testament de Berenguer Brocard, que el deixà al seu germà. El 1167 el comte Ermengol VII d'Urgell donà en testament el castell de Biosca al seu fill Ermengol. La castlania requeia el 1172 en Ramon Bernat de Seró, essent el castell propietat del Comte d'Urgell. La família emparentà amb els Camporrells, que conservaren la senyoria del lloc fins al 1709, quan passà als Delpàs. També fou dels Sacirera i dels marquesos de Santa Maria de Barberà. Al segle xix pervingué als Iglésias.